# تون علي
سري بادوكا داتو بندهارا سري مهراجا تون علي بن داتو بنداهارا بادوكا راجا تون قرظ (1782-أكتوبر 1858) هو البندهارا الرابع والعشرون والأخير لسلطنة جوهر، ورابع راجا بندهارا لولاية فهغ، حكم من 1806 إلى 1857. 
في عام 1853، أعلن تون علي استقلاليته عن سلطنة جوهر، مما مهد الطريق لاستقلال فهغ، بعد قرنين من الاتحاد مع سلطنة جوهر. حافظ على السلام والاستقرار خلال فترة حكمه، لكن وفاته عام 1857 عجلت بحرب أهلية بين أبنائه.

## توليه منصب البندهارا
تون علي هو الابن الثاني للبندهارا الحادي والعشرين لجوهر تون قرظ الذي خلف بوفاة والده ونصبه السلطان محمود شاه الثالث كبندهارا عام 1806. كان يبلغ من العمر 25 عامًا تقريبًا حينها.
كانت سلطنة جوهر في ذلك الوقت تقترب من التفكك والانهيار، حيث تقلصت سلطة السلطان فعليًا إلى العاصمة في دايك، لينقا. بينما كانت بقية السلطنة تُدار من قبل ثلاثة وزراء أقوياء: بندهارا في فهغ، وتمنغكونغ في جوهر وسنغافورة، ويامتون مودا في رياو.

## الخلاف على السلطنة
في يناير 1812، توفي محمود شاه الثالث تاركًا ولديه تونكو حسين وتونكو عبد الرحمن. أيد زعيم البوقس يامتون مودا مطالبة عبد الرحمن بالسلطنة، ونجحوا في إعلانه حاكماً. استسلم حسين لتولي أخيه العرش، وتوجه إلى فهغ حيث حشد الدعم من بندهارا تون علي.

سعى البريطانيون بعد استعادة الهولنديين لملقا في عام 1818، إلى إيجاد محطة لإبعاد منافسيهم الأوروبيين في شبه جزيرة الملايو. في عام 1819 حث ستامفورد رافلز حسين على إبرام معاهدة مع البريطانيين، وكان تمنغكونغ جوهور تمنغكونغ عبد الرحمن من الموقعين عليها أيضًا، وتنازل عن سنغافورة لبريطانيا. في المقابل قام رافلز بتنصيب حسين كسلطان لجوهر.

## المعاهدة الأنجلو هولندية
في 17 مارس 1824، أبرم الهولنديون والبريطانيون المعاهدة الأنجلو هولندية، حيث تم الاتفاق على أن سنغافورة وشبه الجزيرة يجب أن تكون منطقة النفوذ البريطاني، بينما اقتصر نفوذ الهولنديين على الجزر الواقعة جنوب سنغافورة.
أدى توقيع المعاهدة إلى تقويض تماسك سلطنة جوهر فهغ رياو لينقا، وساهم في ظهور مملكة فهغ وسلطنة جوهر كدولتين مستقلتين. انقسمت السلطنة بشكل لا رجوع فيه عندما أدى نزاع على الخلافة إلى نشوء مركزين للسلطة، أحدهما في رياو لينقا (تحت حكم عبد الرحمن معظم شاه، حكم 1812-1832) والآخر في جوهر (في عهد حسين معظم شاه، حكم 1819- 1835).
في 23 مايو 1836 ، أنجبت زوجة تون علي، ابنه تون أحمد، تنبأ له التاجر العربي حبيب عبد الله بن عمر العطاس بمستقبل عظيم. كان تون أحمد أكثر أبناء والده المحبوبين والمفضل لدى الناس.

## حكمه
كان بندهارا تون علي قصير القامة، قاتم اللون، ذو تصرف لطيف ، وشائع بين رعاياه. كان يتمتع بميزة لا تقدر بثمن في الدول الملاوية القديمة، حيث لم يكن له أعمام على قيد الحياة، وكان له شقيقًا واحدًا فقط، محمد الذي عاش معه في علاقات ودية ، وبالتالي لم يكن لديه مؤامرات وتمردات. حافظ على علاقات ودية مع حكومة المضيق، واستفاد من التسهيلات التجارية مع سنغافورة. كما لعب دورًا رئيسيًا في تنصيب السلطان.

على الرغم من حكم فهغ كإقطاعية مستقلة، إلا أن تون علي كان لا يزال يعترف بالسلطان الذي كان يقيم في دايك، لينقا، التي خضعت للسيطرة الهولندية.
قبل وفاته بوقت طويل تصارع ابناه تون مطهر وتون أحمد على السلطة، وتقاعد تون علي، وأزال مقر إقامته في لامي على نهر فهغ حيث أمضى سنواته الأخيرة في محاولة عبثية لإحداث مصالحة بين أبنائه. عند تقاعده سلم الحكومة لابنه البكر تون مطهر.
توفي تون علي في أكتوبر 1858، ودفن في المقبرة الملكية في كوالا فهغ، بعد أن كان لديه خمسة أبناء وستة بنات.  تبع وفاة تون علي نزاع على الخلافة بين ولديه تون مطهر وتون أحمد، والذي تصاعدت لاحقًا إلى حرب أهلية واسعة النطاق.